# Franz Philipp von Langen
Franz Philipp von Langen (20. juli 1709 i Oberstadt – 16. april 1751) var en tysk forstmand, bror til Johann Georg von Langen.
Han var søn af Johannes Ludwig von Langen, arveherre til riddergodset Oberstadt i Grevskabet Henneberg, og Anna Charlotta f. von Seebach af huset Gross-Fahner. Efter at være uddannet som jagtpage lagde Langen sig efter matematik og forstvæsen, deltog i indretningen af nogle brunsvigske skove og blev 1735 brunsvig-lyneborgsk jagtjunker. 1737 fulgte han med sin ældre broder Johann Georg til Norge, blev udnævnt til dansk hofjægermester, medlem af Forstkommissionen og senere til 2. kommitteret i General-Forstamtet. Ved dettes ophævelse 1746 kom han i spidsen for Tønsberg saltværks skove, men året efter blev han afskediget, vendte tilbage til Tyskland og bestyrede de blankenburgske skove i Braunschweig indtil sin død, 16. april 1751. Langen, der vistnok var ugift, har udfoldet en betydelig virksomhed, særlig ved udarbejdelsen af kort over en stor del af Norge.